# 和田アキ子 特別企画ドラマ ザ・介護番長
『和田アキ子 特別企画ドラマ ザ・介護番長』（わだアキこ とくべつきかくドラマ ザ・かいごばんちょう）は、2005年4月7日（木曜） 21時30分 - 23時24分（日本標準時）にTBS系列で放送されたテレビドラマである。ホリプロとTBSの共同製作。
主演は歌手の和田アキ子で、1989年にフジテレビで放送された『ゴメンドーかけます』以来16年ぶりの和田主演ドラマとなった。当日は21時00分から放送される予定であったが、直前の時間帯に編成されたプロ野球ナイター中継『THE BASEBALL 野球烈闘 2005』の延長に伴い、30分繰り下げての放送となった。
2007年4月18日、ポニーキャニオンから本作を収録したDVDと、同年2月に同じくTBS系列で放送された『和田アキ子殺人事件』の収録DVDが同時発売された。

## 出演者
- 大垣あかね：和田アキ子
- 相馬麗子：南野陽子
- 高田純次
- 諸星和己
- 伊藤かずえ
- 酒井彩名
- 華原朋美
- 山崎裕太
- 典江：菅井きん
- 小森千草：美山加恋
- 柿本茂子：樹木希林
- 深田恭子
- 梅宮辰夫
- ささきいさお
- 垣花正（ニッポン放送アナウンサー）

## スタッフ
- プロデューサー：川島永次、三瓶慶介（ホリプロ）
- 監督：梅沢利之
- 脚本：深沢正樹
- 美術デザイン：乾友一郎、高野雅裕
- 制作：ホリプロ
- 製作：ホリプロ、TBS

## 主題歌
「生きる」
作詞・作曲・編曲：小西康陽 / オーケストレーション：村山達哉 / 歌：和田アキ子（テイチクエンタテインメント）